# Cantón Píllaro
El Cantón Píllaro es una municipalidad de la provincia de Tungurahua. Su cabecera cantonal es la ciudad de Santiago de Píllaro. Su población es de 42.497 habitantes, tiene una superficie de 443 km².  Su alcalde actual para el período 2023-2027 es Israel Chicaiza

## Límites
- Al norte la provincia de Cotopaxi
- Al sur con los cantones de Pelileo y Patate
- Al este con la provincia de Napo
- Al oeste con el cantón Ambato

## División política
Píllaro tiene nueve parroquias:

### Parroquias urbanas
- Píllaro
- Ciudad Nueva.

### Parroquias rurales
- Baquerizo Moreno
- Emilio María Terán (Rumipamba)
- Marcos Espinel (Chacata)
- Presidente Urbina (Chagrapamba – Patzucul)
- San Andrés
- San José de Poaló
- San Miguelito